# Unterseeboot UB-109
Pour les autres navires du même nom, voir Unterseeboot 109.
L'Unterseeboot UB-109 est un sous-marin (U-Boot) allemand de type UB III utilisé par la Kaiserliche Marine pendant la Première Guerre mondiale. Il est mis en service dans la marine impériale allemande le 31 décembre 1917.
L'UB-109 a été coulé par une mine dans la Manche le 29 août 1918 et le scan sous-marin de la zone couverte par le barrage de Douvres montre que son épave est brisée en deux.

## Conception
Comme tous les sous-marins de type UB III, l'UB-109 avait un déplacement de 510 tonnes en surface et de 629 tonnes en immersion. Ses moteurs lui permettaient de naviguer à 13,3 nœuds (24,6 km/h) en surface et à 7,4 nœuds (13,7 km/h) en immersion. Il avait un rayon d'action de 7420 milles marins (13740 km) à sa vitesse de croisière. L'UB-109 transportait 10 torpilles et était armé d’un canon de pont de 8,8 cm. L'UB-109 avait un équipage pouvant compter jusqu’à 3 officiers et 31 hommes.

## Historique des services
L'UB-109 a été construit par Blohm & Voss de Hambourg. Après un peu moins d’un an de construction, il a été lancé à Hambourg le 7 juillet 1917. Il a été mis en service plus tard la même année sous le commandement de l'Oberleutnant zur See Kurt Ramien.

## Affectations
- Flottille des Flandres I : du 30 mars au 29 août 1918

## Commandants
- Oberleutnant zur See / Kapitänleutnant Kurt Ramien[5] : du 31 décembre 1917 au 29 août 1918

## Navires coulés
| Date          | Nom                     | Nationalité    | Tonnage | Destin. |
| ------------- | ----------------------- | -------------- | ------- | ------- |
| 9 avril 1918  | Président Leroy-lallier | France         | 1320    | Coulé   |
| 10 avril 1918 | Henley                  | United Kingdom | 3249    | Coulé   |
| 13 avril 1918 | Wilson                  | United Kingdom | 110     | Coulé   |
| 18 avril 1918 | Runswick                | United Kingdom | 3060    | Coulé   |
| 19 août 1918  | Zinal                   | United Kingdom | 4037    | Coulé   |
| 25 août 1918  | Pontet Canet            | France         | 1183    | Coulé   |
| 26 août 1918  | Helge                   | Suède          | 1133    | Coulé   |